# علی عرب (چادگان)
علی عرب (چادگان)، روستایی از توابع بخش مرکزی شهرستان چادگان در استان اصفهان ایران است. شغل اصلی مردمان این روستا باغداری بادام کاری هست.  

## جمعیت
این روستا در دهستان کبوترسرخ قرار دارد و بر اساس سرشماری مرکز آمار ایران در سال ۱۳۹۵ جمعیت آن ۲۰۰۰ نفر (۳۵۰ خانوار) بوده است.
زبان گفتاری این روستا ترکی و اکثر جمعیت آن را جوانان تشکیل داده‌اند.

### وقایع تاریخی روستا
در مورخ 19 اردیبهشت 1402 اداره جنگلبانی کل با همکاری سایر اداره‌ها اقدام به جلوگیری از افزایش روند تصرفات و تغییر کاربری اراضی و تبدیل مراتع و انفال عمومی به اراضی شخصی نموده است. که باعث تنش و نارضایتی باغداران شده است.